# Момо Пићурић
Момчило Момо Пићурић (Никшић, 26. мај 1947 — Подгорица, 11. јун 2025) био је југословенски и црногорски филмски, телевизијски и позоришни глумац. Послије завршеног Економског факултета, 1973. године почео је да ради у Дјечјем позоришту (данашњем Градском позоришту) у Подгорици. Из Дјечјег позоришта прешао је у Црногорско народно позориште, у којем постаје стални члан ансамбла 1993. године.
Пићурић је био глумац снажне сценске присутности и дубоке емотивне изражајности, који је својом аутентичношћу обиљежио позоришни и филмски простор Црне Горе.

## Улоге

### Позориште
У ЦНП-у играо је у представама: Лажни цар Шћепан Мали (рд. Благота Ераковић), Лажни цар (рд. Бранислав Мићуновић), Лет у мјесту (рд. Бранко Ставрев), Максим други (рд. Благота Ера-ковић), Зло судиште (рд. Никола Вавић), Траг у магли (рд. Благота Ераковић), Жене у народној скупштини (рд. Слободан Милатовић), Краљ умире (рд. Благота Ераковић), Вражје вериге (рд. Благота Ераковић), Робеспјер (рд. Благота Ераковић), Снаха је допутовала (рд. Благота Ераковић), Луда кућа (рд. Горан Булајић), Марко Миљанов (рд. Благота Ераковић), Извањац (рд. Јовица Павић), Данило (рд. Радмила Војводић), Полудјела локомотива (рд. Едуард Милер), Нова земља (рд. Ивица Буљан), Сан љетње ноћи (рд. Паоло Мађели), Ревизор (рд. Вељко Мићуновић), Горски вијенац (рд. Диего де Бреа), Вјера љубав нада (рд. Ана Вукотић), Рибарске свађе (рд. Ана Вукотић), Очеви су градили (рд. Борис Лијешевић), Представа Хамлета у селу Мрдоша Доња (рд. Лука Корти-на), Урнебесна трагедија (рд. Вељко Мићуновић), Повратак (рд. Мирко Радоњић), Отворен крај (рд. Петар Пејаковић), Еквиноцијо (рд. Ивица Кунчевић). Бројне су и његове филмске и улоге у серијама по којима је постао познат на југословенским просторима: Ђекна, Мисија мајора Атертона и Божићни устанак.

### Телевизија и филм
| Год.       | Назив                                   | Улога            |
| ---------- | --------------------------------------- | ---------------- |
| 1980-е     |                                         |                  |
| 1983.      | Дани АВНОЈ-а                            | Иван Милутиновић |
| 1986.      | Одлазак ратника, повратак маршала       | Иван Милутиновић |
| 1986.      | Мисија мајора Атертона                  | Иван Милутиновић |
| 1989.      | Ђекна још није умрла, а ка' ће не знамо | Љубиша           |
| 1990-те    |                                         |                  |
| 1993.      | Виљушка се држи у лијеву руку           |                  |
| 1999.      | У име оца и сина                        | Лелекач          |
| 2000-е     |                                         |                  |
| 2008.      | Десант на Прчево                        |                  |
| 2010-е     |                                         |                  |
| 2014.      | Атомски здесна                          | Доктор           |
| 2014.      | Будва на пјену од мора                  | Др Буха          |
| 2016.      | Дојч кафе                               | Чика Сенад       |
| 2015—2016. | Горчило                                 | Димитрије Ласица |
| 2017.      | Божићни устанак                         | Јанко            |
| 2017.      | Санта Марија дела Салуте                | Чобанин          |
| 2018.      | Беса                                    | Деда у затвору   |
| 2018—2019. | Бисер Бојане                            | Рако             |
| 2019.      | Асиметрија                              | Владимиров отац  |
| 2020-е     |                                         |                  |
| 2021.      | Дрим тим                                | Деда Дракче      |
| 2021.      | Небеса                                  | старији господин |
| 2021.      | После зиме                              |                  |
| 2021.      | Елегија ловора                          |                  |
| 2022.      | Усековање                               |                  |
| 2022.      | Бранилац (серија)                       | Дјед             |
| 2023.      | Олуја (филм)                            | старац у кући    |
| 2023.      | Олуја (ТВ серија)                       | старац у кући    |
| 2023.      | Радничка класа иде у пакао              |                  |
| 2023.      | Живи и здрави                           | Лесо             |
| 2023.      | Јужни ветар: На граници                 | Маки             |
| 2024.      | Пукотина у леду                         |                  |
| 2024.      | Комар                                   |                  |